# كيم جين-يا
كيم جين-يا (الكورية: 김진야) هو لاعب كرة قدم كوري جنوبي في مركز نصف الجناح، ولد في 30 يونيو 1998 في إنتشون في كوريا الجنوبية. لعب مع إنتشون يونايتد.

## وصلات خارجية
- كيم جين-يا على موقع الاتحاد الدولي (مؤرشف)  (الإنجليزية)
- كيم جين-يا على موقع دوري كوريا الجنوبية (الإنجليزية)
- كيم جين-يا على موقع قاعدة بيانات كرة القدم.إي يو (الإنجليزية)
- كيم جين-يا على موقع Soccerway.com (الإنجليزية)
- كيم جين-يا على موقع عالم كرة القدم.نت (الإنجليزية)
- كيم جين-يا على موقع أوليمبيديا (الإنجليزية)